# Vicomté de Carentan
La vicomté de Carentan est une ancienne circonscription judiciaire de la Manche, relevant au Moyen Âge et sous l'Ancien Régime du bailliage de Cotentin. Son ressort était celui où s'exerçait la charge du vicomte de Carentan, représentant du bailli de Cotentin pour certaines causes, conformément à la Coutume de Normandie.

## Ressort et historique
Le ressort de la vicomté de Carentan couvrait à son origine, au XIIIe siècle une partie des paroisses situées près de la Vire et dans le Bauptois, formant le « domaine de Carentan » (partie du domaine royal français ayant rang de châtellenie). Au cours du XIVe siècle, son ressort a été amputé d'une partie des paroisses situées dans le domaine de Saint-Sauveur-Lendelin, puis par la création du bailliage secondaire de Saint-Lô.
Le vicomte de Carentan, nommé par le roi, était assisté d'un lieutenant, et de plusieurs sergents fieffés. Il tenait les plaids royaux. Toutefois, le bailli de Cotentin pouvait être représenté dans la vicomté par un lieutenant particulier, différent du vicomte, et ne jugeant que des affaires relevant de la juridiction du bailliage.
Le domaine et châtellenie de Carentan était composé de revenus (impôts directs et indirects, fieffermes, fermages, droits seigneuriaux et services pour la plupart fieffés à des particuliers) perçus par la vicomté, par le biais de son receveur. En 1601, le domaine et vicomté de Carentan jouissait des bois du Plessis, de Mont Castre, de la Poterie et Mortefemme (Vindefontaine), d'Aubigny et du Petit-Parc, des « fouages, monnéages et arrière-fouages, droits du roi de haute, moyenne et basse justice, bailliage et vicomté, jour d'assises et de plaids, jours de juridictions ordinaire et extraordinaire, gardes nobles, amendes, forfaitures, confiscations, aubaine, bâtardise, épaves, marché, cens, rentes, reliefs, treisièmes, droits à pourvoir à tous les offices et à la capitainerie du château, gages des officiers, patronages, fiefs […], etc. » .
La vicomté avait son siège au château de Carentan, aujourd'hui détruit (place du Château). Le vicomte avait la jouissance du château royal du Mont Castre, à Lithaire et celle du Pont-d'Ouve.

## Sergenteries
La vicomté de Carentan était subdivisée en treize nobles sergenteries. Par la suite, certaines d'entre elles relevèrent pour partie, ou entièrement, du bailliage de Saint-Sauveur-Lendelin et de la vicomté de Saint-Lô. Les élections de Saint-Lô et de Carentan furent formées à partir de ces sergenteries, qui subsistèrent à la suppression de la vicomté après 1749.
- Sergenterie de Carentan
- Sergenterie de Sainteny
- Sergenterie du Hommet
- Sergenterie de Sainte-Mère-Église
- Sergenterie de la Conté[4].
- Sergenterie de la Haye-du-Puits
- Sergenterie de Saint-Lô
- Sergenterie de Sainte-Marie-du-Mont
- Sergenterie de Ravenoville
- Sergenterie de Barneville
- Sergenterie de Geffosse-en-Bessin

## Liste de vicomte de Carentan
Pour le roi de France :
- ..-1286-.. : Alexandre Viart
- av. 1365.. : Thomas Lours (pour le roi de Navarre)[5].
- ..-1364-.. : Guillot Charuel (ou Charnel)
- 1378-1396 : Thomas Pierres

Pour le roi d'Angleterre :
- ..-1418-.. : Jean Cognet
- ..-1422 : Guillaume Biote
- ..-1424-1430-.. : Thomas V de Clamorgan
- ..-1428-.. : Jean Burnel
- 1432-.. : Guillaume Biote
- ..-1450-.. : Raoul Gourdel

Pour le roi de France :
- 1450, 1453-.. : Mathelin Hervé
- 1450 (?)-1477 : Jean V de Bueil (1406-1477), chevalier, comte de Sancerre
- 1454-1466 : Guillaume de Cerisay († 1492), chevalier
- ..-1478-.. : Richard de Caumont
- ..-1514-.. : Jehan/Jean de Saint-Germain[6]
- 15..-1520-1525 (?) : Pierre de Rohan († 1525), seigneur de Gié
- 15..-1537 : Jean VI de Bueil
- ..-1540-.. : Robert Guillotte, écuyer[7].
- 15..-1548 (?) : Aignan de Cailly.
- ..-1551- : Robert Guillotte, écuyer
- ..-1581- : Thomas Guillotte, écuyer[8]
- ..-1631-1640-.. : Louis Avice, écuyer[9]
- 16..-.. : Pierre Avice (1622-1707), écuyer
- 17.. : Michel Nicolas Lesage, prêtre, curé de Carentan[10]